# Erwin Lang (Politiker)
Erwin Lang (* 14. März 1924 in Bad Nauheim; † 29. Februar 2020) war ein deutscher Pädagoge und Politiker (SPD).

## Leben und Beruf
Nach dem Besuch der Volksschule nahm Lang von 1942 bis 1945 als Soldat am Zweiten Weltkrieg teil. Er legte das Abitur ab und nahm anschließend ein Studium der Mathematik, Physik, Rechts- und Staatswissenschaften, Soziologie, vergleichenden Kulturwissenschaften und politischen Wissenschaften in Darmstadt, Frankfurt am Main und Mainz auf, welches er mit der Promotion zum Dr. phil. beendete. Von 1946 bis 1955 (also bereits zeitgleich zu seinem Studium) war er im hessischen Schuldienst tätig. Zuletzt war er von 1951 bis 1955 als Mittelschullehrer in Frankfurt am Main beschäftigt.
Erwin Lang heiratete 1944 Martha, geborene Wolf und hat eine Tochter.

## Partei
Lang war Mitglied der SPD.

## Abgeordneter
Lang war seit 1956 Kreistagsmitglied des Kreises Groß-Gerau und dort von 1964 bis 1968 Vorsitzender der SPD-Fraktion und ab 1968 Kreistags-Vorsitzender. Er rückte am 3. April 1964 für seinen verstorbenen Parteifreund Wilhelm Arnoul in den hessischen Landtag nach, war dort von Januar 1967 bis Oktober 1969 Vorsitzender der SPD-Fraktion und von 1974 bis 1982 Vorsitzender des Haushaltsausschusses. 1978 bis August 1983 war er stellvertretender  Vorsitzender des Unterausschusses Staatshaushaltsrechnung. Von 1976 bis 1978 war er stellvertretender Vorsitzender der SPD-Landtagsfraktion. Lang amtierte vom 13. Oktober 1983 bis zum 23. April 1987 als Präsident des hessischen Landtags und war anschließend einer der Vizepräsidenten des Parlaments. Aufgrund der Affäre um die Diätenerhöhungen der Abgeordneten legte er am 31. Juli 1988 sein Landtagsmandat nieder. Lang wurde seit der Landtagswahl 1966 stets im Wahlkreis Groß-Gerau II gewählt.
Er war Mitglied der 6. und 8. Bundesversammlung.

## Öffentliche Ämter
Lang war von 1955 bis 1969 Bürgermeister der Stadt Raunheim. Vom 22. Oktober 1969 bis zum 16. Dezember 1970 amtierte er als hessischer Staatsminister der Finanzen in der von Ministerpräsident Albert Osswald geführten Landesregierung.

## Ehrungen
- 1973: Verdienstkreuz am Bande der Bundesrepublik Deutschland[1]
- 1978: Verdienstkreuz 1. Klasse der Bundesrepublik Deutschland[2]
- 1982: Großes Verdienstkreuz
- 1985: Großes Verdienstkreuz mit Stern